# Hiszpania na Zimowych Igrzyskach Olimpijskich 2002
Hiszpanię na Zimowych Igrzyskach Olimpijskich 2002 reprezentowało 7 zawodników. Był to szesnasty start Hiszpanii na zimowych igrzyskach olimpijskich.

## Wyniki reprezentantów Hiszpanii

### Biegi narciarskie

#### Mężczyźni
Bieg pościgowy
| Zawodnik             | bieg na 10 km st. klasycznym | bieg na 10 km st. klasycznym | bieg pościgowy na 10 km st. dowolnym | bieg pościgowy na 10 km st. dowolnym |
| Zawodnik             | Czas                         | Miejsce                      | Czas                                 | Ostateczne miejsce                   |
| -------------------- | ---------------------------- | ---------------------------- | ------------------------------------ | ------------------------------------ |
| Johann Mühlegg       | Zdyskwalifikowany            | –                            | Zdyskwalifikowany                    | –                                    |
| Haritz Zunzunequi    | 29:01.3                      | 56 Q                         | 27:41.0                              | 54                                   |
| Juan Jesús Gutiérrez | 28:06.7                      | 43 Q                         | 25:47.5                              | 37                                   |

| Konkurencja                  | Zawodnik             | Wyścig            | Wyścig  |
| Konkurencja                  | Zawodnik             | Czas              | Miejsce |
| ---------------------------- | -------------------- | ----------------- | ------- |
| bieg na 30 km st. dowolnym   | Johann Mühlegg       | Zdyskwalifikowany | –       |
| bieg na 30 km st. dowolnym   | Haritz Zunzunequi    | 1'17:06.5         | 41      |
| bieg na 30 km st. dowolnym   | Juan Jesús Gutiérrez | 1'14:05.1         | 17      |
| bieg na 50 km st. klasycznym | Johann Mühlegg       | Zdyskwalifikowany | –       |
| bieg na 50 km st. klasycznym | Haritz Zunzunequi    | Nie ukończył      | –       |
| bieg na 50 km st. klasycznym | Juan Jesús Gutiérrez | 2'15:14.4         | 20      |

### Narciarstwo alpejskie

#### Kobiety
| Zawodniczka            | Konkurencja   | Wyścig 1      | Wyścig 2 | Suma          | Suma    |
| Zawodniczka            | Konkurencja   | Czas          | Czas     | Czas          | Miejsce |
| ---------------------- | ------------- | ------------- | -------- | ------------- | ------- |
| Carolina Ruiz Castillo | Supergigant   |               |          | 1:15.17       | 15      |
| Carolina Ruiz Castillo | Slalom gigant | Nie ukończyła | –        | Nie ukończyła | –       |
| Ana Galindo Santolaria | Slalom gigant | 1:18.84       | 1:17.39  | 2:36.23       | 24      |
| María José Rienda      | Slalom gigant | 1:16.73       | 1:15.80  | 2:32.53       | 6       |
| Carolina Ruiz Castillo | Slalom        | 57.72         | 58.50    | 1:56.22       | 26      |
| María José Rienda      | Slalom        | 56.18         | 55.93    | 1:52.11       | 15      |

### Snowboard

#### Mężczyźni
Halfpipe
| Zawodnik       | Runda kwalifikacyjna 1 | Runda kwalifikacyjna 1 | Runda kwalifikacyjna 2 | Runda kwalifikacyjna 2 | Finał         | Finał         |
| Zawodnik       | Punkty                 | Miejsce                | Punkty                 | Miejsce                | Punkty        | Miejsce       |
| -------------- | ---------------------- | ---------------------- | ---------------------- | ---------------------- | ------------- | ------------- |
| Íker Fernández | 31.0                   | 17                     | 31.1                   | 17                     | Nie awansował | Nie awansował |